# Balcer Kunc
Balcer Kunc (später Balthasar Kuntz, polnisch Baltazar Kuncz; * um 1580, † nach 1642) war ein Holzschnitzer und Stadtrat in Kleparz bei Krakau.

## Leben
Der Vater Johannes († 1588) war Tischler (und Holzschnitzer?), die Mutter hieß Barbara. Die Brüder Sebastian und Adalbert (Wojciech) wurden ebenfalls Holzschnitzer.
Balcer machte wahrscheinlich eine Ausbildung beim Vater und war danach einige Zeit in Breslau.
1611 heiratete er in Kleparz. Seit 1618 sind Arbeiten von ihm als Altarschnitzer bekannt. Von 1623 bis 1642 war Kunc Mitglied im Stadtrat von Kleparz, 1630 Bürgermeister. Er besaß mindestens zwei Häuser in dem Ort.
Nach 1642 gibt es keine erhaltenen Nachrichten mehr über ihn.

## Werke (Auswahl)
Balcer Kunc schuf einige Altäre in Krakau und dessen Umgebung sowie in weiteren Orten in Kleinpolen.

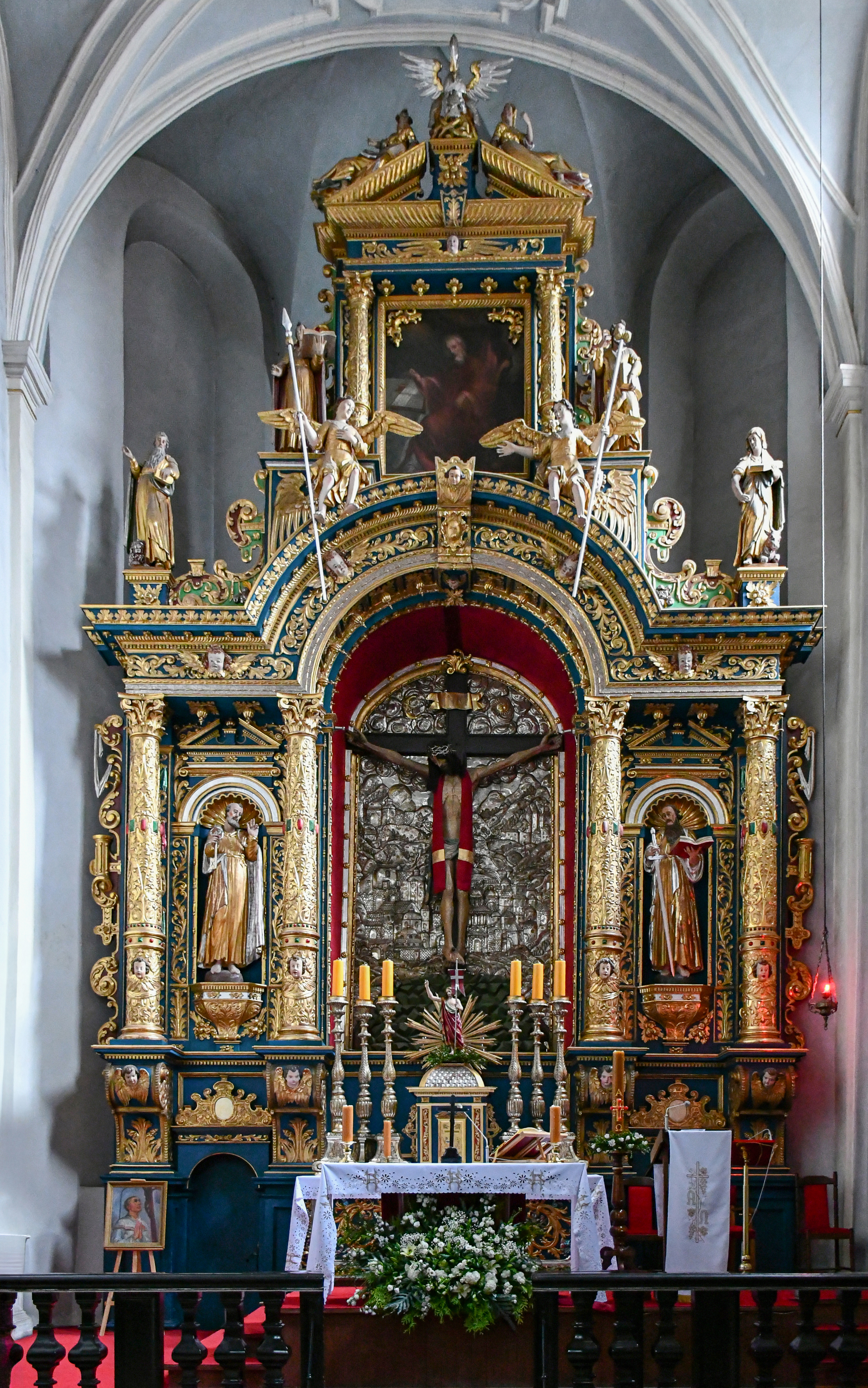
Hauptaltar der Markuskirche Krakau
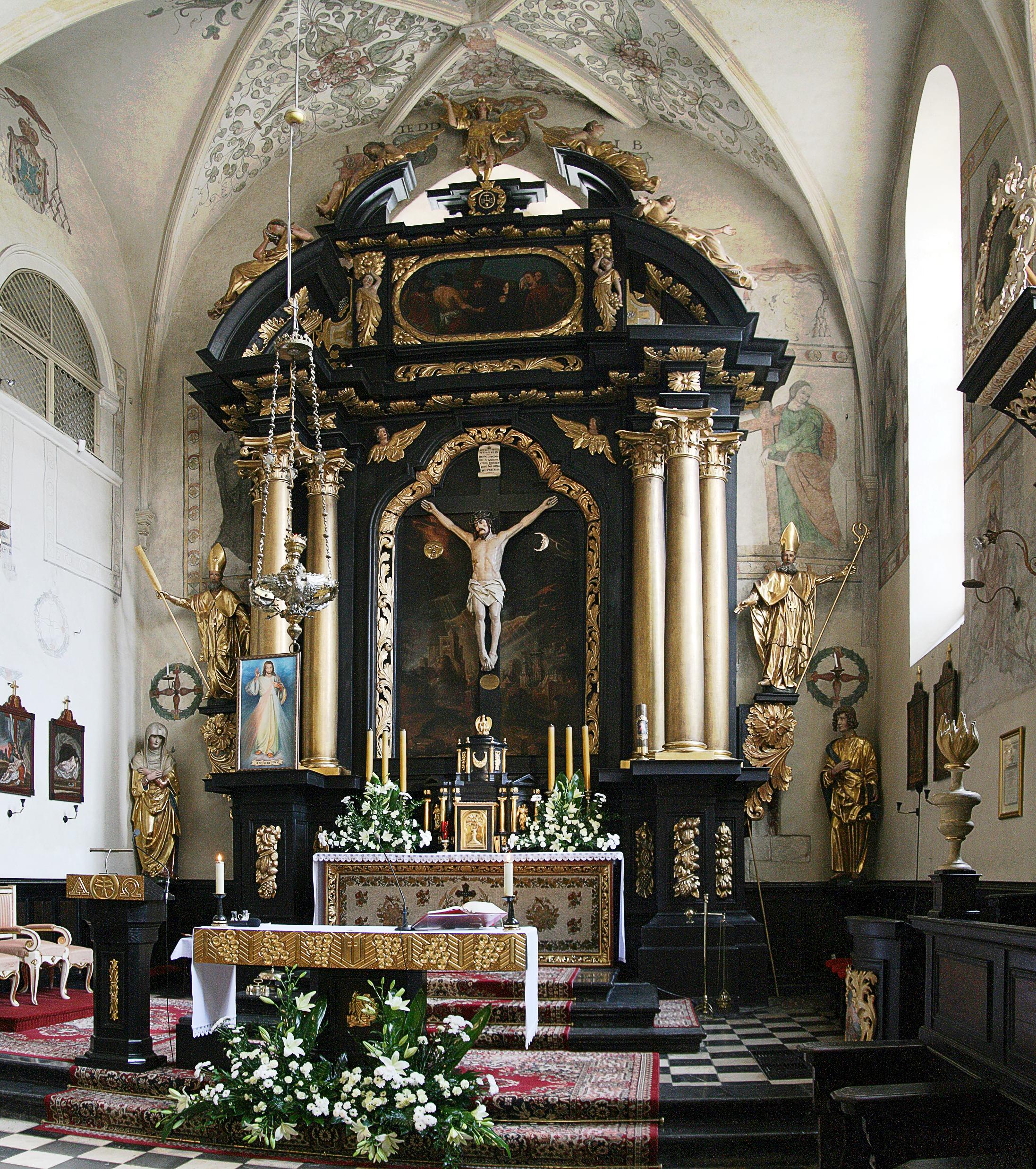
Hauptaltar in der  Heilig-Kreuz-Kirche Krakau

- Kirche St. Markus, Krakau, 1618 (–1622?), Hauptaltar
- Klarissenkirche Stary Sącz, 1619–1621, Hauptaltar, heute in Kirche St. Johannes in Łącko
- Fronleichnamskirche, St. Annen-Kapelle, Kazimierz, 1619, Altar ; und 1624–1632/37, Hauptaltar und Chorgestühl ? (Zuschreibungen)
- Heilig-Kreuz-Kirche, Krakau, 1630, Hauptaltar  und Chorgestühl
- Kirche St. Sigismund Szydłowiec, Altar
- Kirche St. Johannes, Skalbmierz, Altar
- Kirche Kurozwęki, Altar
- Epitaph Johannes Kunc, Kirche St. Florian, Kleparz, 1634, mit dem Bruder Wojciech, nicht erhalten